# Agroeca pratensis
Espèce
Synonymes
- Drassyllus wallacei Bryant, 1935

Agroeca pratensis est une espèce d'araignées aranéomorphes de la famille des Liocranidae.

## Distribution
Cette espèce se rencontre aux États-Unis en Utah, au Colorado, au Nebraska, en Minnesota, au Michigan, en Indiana, en Ohio, à Washington, dans l'État de New York, au Connecticut, au Rhode Island, au Massachusetts, au New Hampshire et au Maine et au Canada en Nouvelle-Écosse, au Nouveau-Brunswick, au Québec, en Ontario, au Manitoba, en Saskatchewan, en Alberta et en Colombie-Britannique,.

## Description
La femelle mesure 7 mm.

## Étymologie
Son nom d'espèce, composé de prat[um] et du suffixe latin -ensis, « qui vit dans, qui habite », lui a été donné en référence au lieu de sa découverte, un pré.

## Publication originale
- Emerton, 1890 : New England spiders of the families Drassidae, Agalenidae and Dysderidae. Transactions of the Connecticut Academy of Arts and Sciences, vol. 8, p. 166-206 (texte intégral).